# Хризостом (Алемангос)
Епи́скоп Хризосто́м (греч. ᾿Επίσκοπος Χρυσόστομος; в миру Нико́лаус Алема́нгос греч. Νικόλαος ̓Αλεμάγκος; 1929, Петалидион, Пелопоннес — 5 октября 2010, Каламата) — архиерей греческой старостильной юрисдикции «Синод противостоящих», епископ Сиднейский и Нового Южного Уэльса (1993—2010), экзарх Австралии.

## Биография
Родился в 1929 году в селе Петалидионе в номе Мессения, в Греции.
В 1943 году в четырнадцатилетнем возрасте принял монашество в скиту Панагулаки в Каламате, а позднее переехал на Святую Гору Афон, где проживал в Скиту Святой Анны. Начальное образование получил в афонской школе для мальчиков Афониад в Карье, а после её окончания поселился в монастыре Эсфигмену. В 1963 году во время празднования 1000-летия Горы Афон, познакомился с Константинопольским патриархом Афинагором I, который пригласил молодого монаха на обучение в Халкинскую богословскую школу. Так как турецкое правительство не предоставило разрешения на обучение в Халкинской семинарии уроженцу Греции, молодой монах вынужден был вернуться на родину и поступить на богословский факультет Фессалоникийского университета, который окончил в 1969 году.
В 1967 году был хиротонисан во иеромонаха и по окончании университета был направлен на служение в Австралийскую архиепископию Константинопольского патриархата, где активно участвовал в создании греческих школ и развитии церковной жизни эмигрантской общины в этой стране.
В декабре 1970 года публичные контакты архиепископа Австралийского Иезекииля (Цукаласа) с римо-католиками привели к разрыву архимандрита Хризостома с юрисдикцией Константинопольского патриархата и присоединению его к «хризостомовскому» Синоду истинно-православной церкви Греции, где в 1971 году архиепископом Спиридоном (Ермогенусом) в сослужении епископа Свободной Сербской православной церкви Димитрия (Далача) и епископа Белорусской автокефальной православной церкви был хиротонисан во епископа Австралийского.
В 1976 году вышел из юрисдикции «Автокефальной Православной Церкви Греческих Общин Австралии» и перешёл на независимое положение.
30 сентября (12) октября 1993 года решением Синода противостоящих был присоединён к юрисдикции «киприанитов» ИПЦ Греции и избран управляющим новообразованной Австралийской епархии. Интронизацию иерарха совершил в Сиднее 30 июня (12) июля 1994 года митрополит Оропосский и Филийский Киприан (Куцумбас).
Скончался 5 октября 2010 года в больнице города Каламата, в Греции. 6 октября отпевание почившего иерарха в новопостроенной церкви Богородицы Целительницы близ Каламаты совершили: Председатель Синода епископ Ореойский Киприан (Йюлис) и секретарь Синода епископ Гардикийский Климент (Пападопулос). Тело иерарха было погребено в построенной им часовне в честь свт. Иоанна Златоуста, в скиту в честь иконы Божией Матери Скоропослушницы, близ городка Петалиди.